# Велосипедна каретка
Велосипедна каретка) — це вузол велосипеда, що забезпечує з'єднання системи з рамою і її вільне обертання за допомогою вальниць (як правило, картриджних). Каретка загвинчується або запресовується в каретковий стакан рами.
Окремо можна виділити ексцентрикові каретки — вони можуть зміщуватися в каретковому стакані рами з метою натягу ланцюга на синглспіді або на велосипеді з планетарною втулкою. Вимагають спеціальної рами.

## Види кареток за конструкцією

### Інтегровані каретки

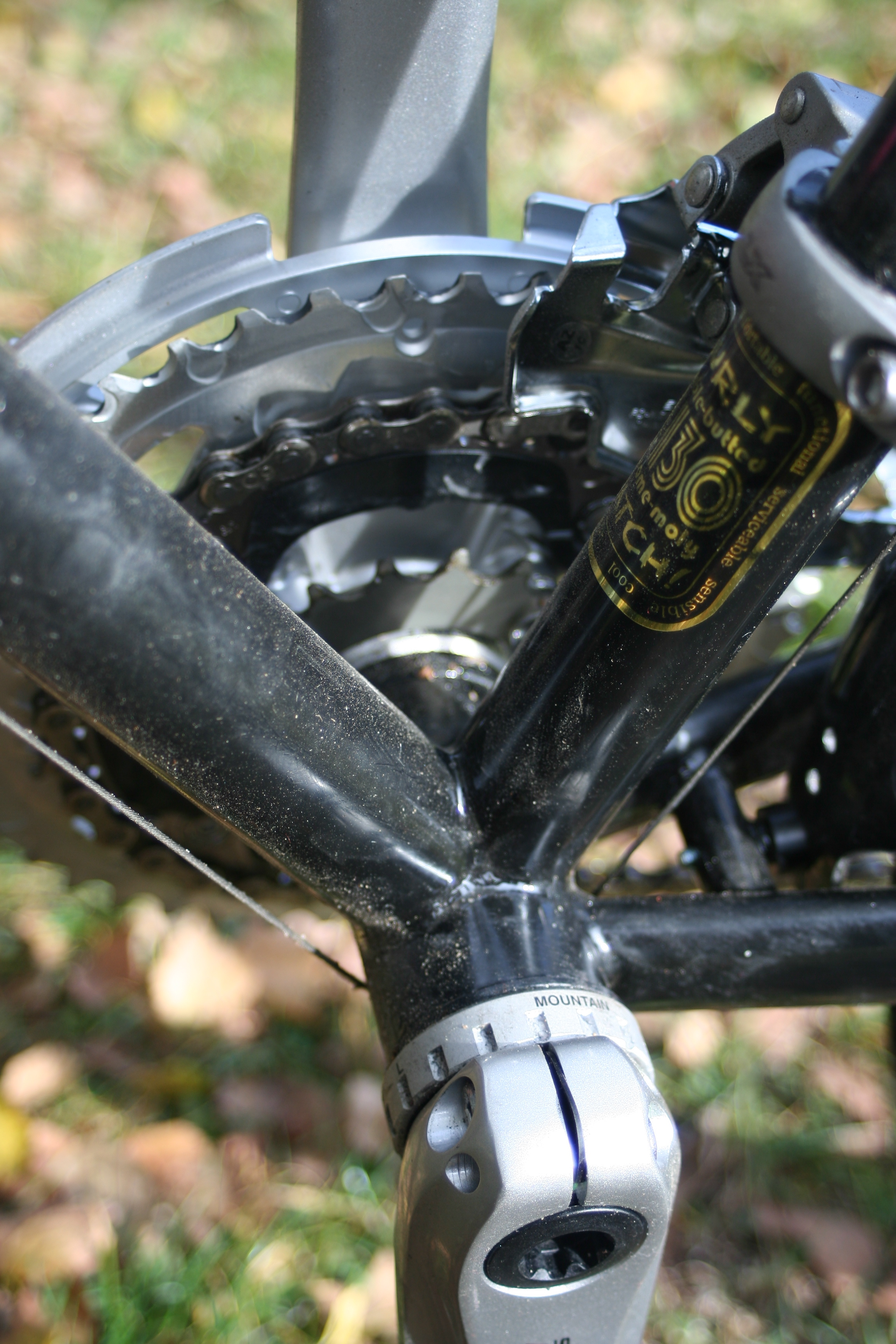
Каретка Shimano Hollowtech II

Є частиною інтегрованої системи. Являє собою дві чашки з запресованими в них підшипниками, що вгвинчуються в каретковий стакан рами. Вальниці при цьому, як правило, знаходяться поза каретковим стаканом, а вісь запресована в один із шатунів і має значну товщину, чим досягається висока жорсткість вузла. Чашки з'єднуються між собою пластиковою або алюмінієвою проставкою, що забезпечує попередній натяг вальниць і захист від бруду.
Шосейні і гірські каретки, як правило, несумісні між собою навіть в одного виробника.
Стандарти інтегрованих кареток:
- Сумісні з Shimano:
  - Shimano Hollowtech II
  - Hope
  - RaceFace X-Type
  - Token
  - Chris King
  - FSA Mega Exo
- Сумісні з SRAM, Truvativ, Bontrager:
  - GXP (GigaX Pipe)
  - Hope (через фірмовий адаптер)
  - Chris King (через фірмовий адаптер)
- Campagnolo Ultra-Torque.

### Неінтегровані каретки

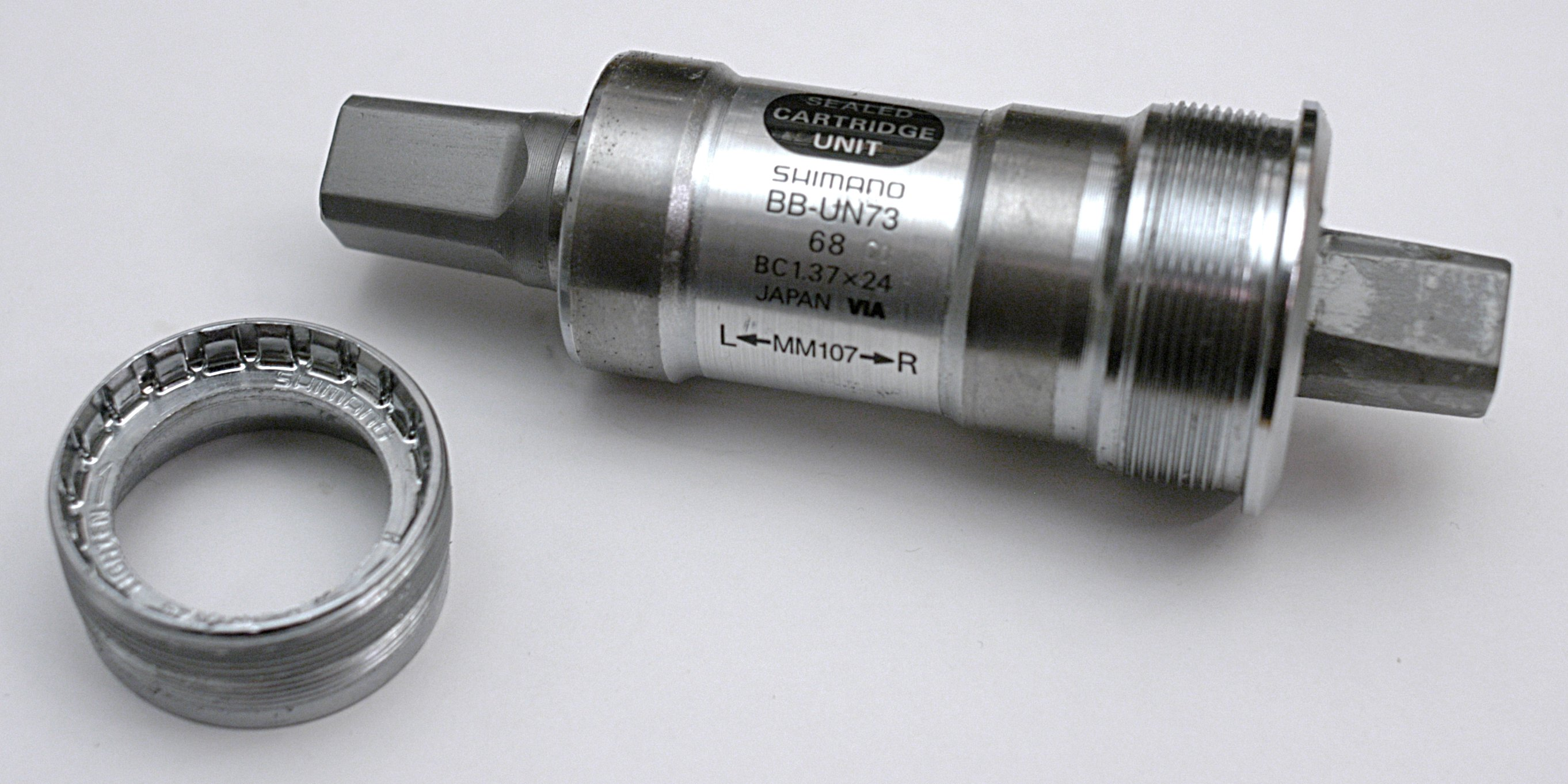
Картриджна каретка під квадрат

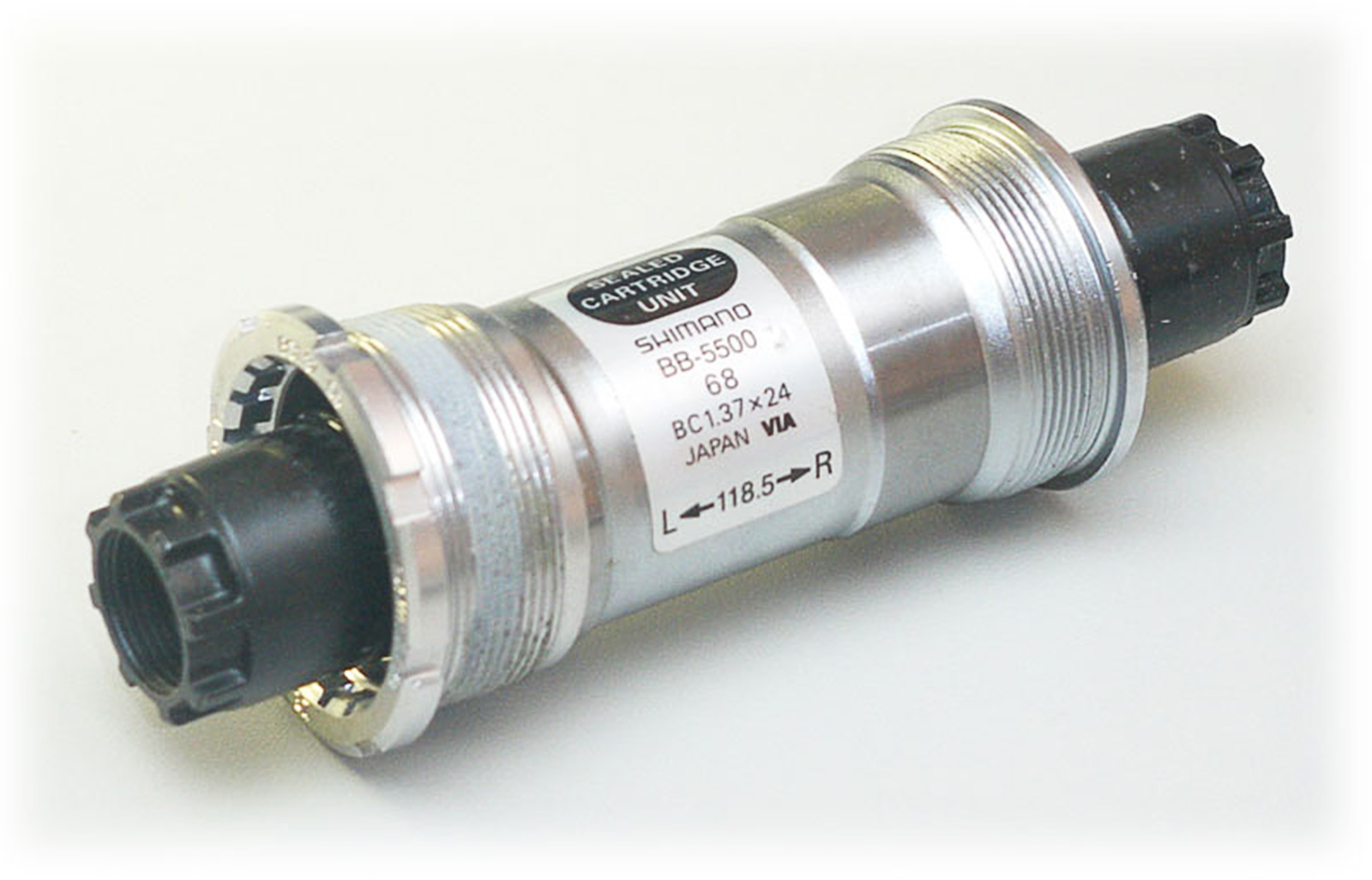
Каретка Octalink

Включають в себе вісь, на яку напресовують шатуни, і набір вальниць, що знаходяться всередині кареткового стакана рами. Діляться на дві категорії:
- Картриджні — вісь і вальниці являють собою єдиний нерозбірний вузол.
- Розбірні — можуть бути розібрані для чищення, змащення й заміни зношених частин (застосовувалися в старих велосипедах).

Стандарти неінтегрованих кареток:
- З клиновою посадкою шатунів (у радянських велосипедів).
- Під квадрат (square taper) — стандарт дещо «плаває» у різних виробників.
- Зі шліцевою посадкою шатунів:
  - Shimano Octalink v.1
  - Shimano Octalink v.2
  - ISIS
  - Truvativ Powerspline
  - Truvativ Howitzer
  - Truvativ HammerSchmidt

Всі ці стандарти, як правило, несумісні один із одним.

## Види кареток по використовуваному каретковому стакану

### З різьбовою посадкою
В залежності від кареткового стакана рами, каретки поділяються на такі види (найбільш поширені):
- З англійською різьбою (BSA, 1.37 in x 24 TPI) — найпоширеніший стандарт. Варіанти в залежності від довжини стакана:
  - 68 мм — найпоширеніші,
  - 73 мм — використовується в ряді моделей гірських велосипедів,
  - 83 мм — для екстремальних дисциплін,
  - 100 мм — фет-байки.
- З італійською різьбою (36 mm x 24 TPI), довжина стакана 70 мм — застосовувалися в старих шосейних велосипедах.
- З французькою / швейцарською різьбою М35x1 — застосовувалися в радянських велосипедах.

### Press-fit
Останнім часом набувають поширення інтегровані системи типу BB30/Press-fit. Особливість конструкції — підшипники запресовуються прямо в раму (можуть використовуватися пластикові чашки), в них протягується алюмінієва вісь діаметром 30 мм (замість сталевої діаметром 24 мм). Це обіцяє подальше збільшення жорсткості вузла при деякому зниженні ваги. З іншого боку, інструменти для заміни підшипників помітно дорожчі звичайних знімачів каретки.
Варіанти кареток:
- BB30: внутрішній діаметр стакану 42 мм, ширина стакану 68 мм для шосе або 73 мм для MTB;
- Press-fit 30: внутрішній діаметр стакану 46 мм, ширина стакану 68 мм для шосе або 73 мм для MTB;
- BB90/92: внутрішній діаметр стакану 37 мм, ширина стакану 90 мм, система стандартна (з віссю 24 мм).

## Особливості вибору
При куплянні інтегрованої каретки, як правило, потрібно знати тільки її стандарт (тобто виробника системи) і довжину кареточного стакану, причому для найбільш поширених різновидів 68 і 73 мм із англійською різьбою використовується одна й та сама каретка.
У випадку з неінтегрованою кареткою, все набагато складніше. Порядок дій такий:
1. Спочатку потрібно дізнатися необхідний стандарт каретки (квадрат або один з шліцьових).
2. Дізнатися тип кареткового стакана (довжина, вид різьби), причому в залежності від довжини стакана (зазвичай 68 або 73 мм) потрібні різні каретки[1]
3. Звернутися до керівництва на передній перемикач і дізнатися допустиму лінію ланцюга (chainline).
4. Звернутися до керівництва на систему і дізнатися необхідну довжину вала каретки.
5. Знайти в продажу каретку необхідного стандарту, під потрібну довжину стакану і з необхідною довжиною вала.

Якщо використовується передній перемикач E-Type, то потрібно шукати неінтегровану каретку відповідного різновиду, тоді як всі інтегровані сумісні з такими перемикачами від початку.

## Ексцентрикова каретка

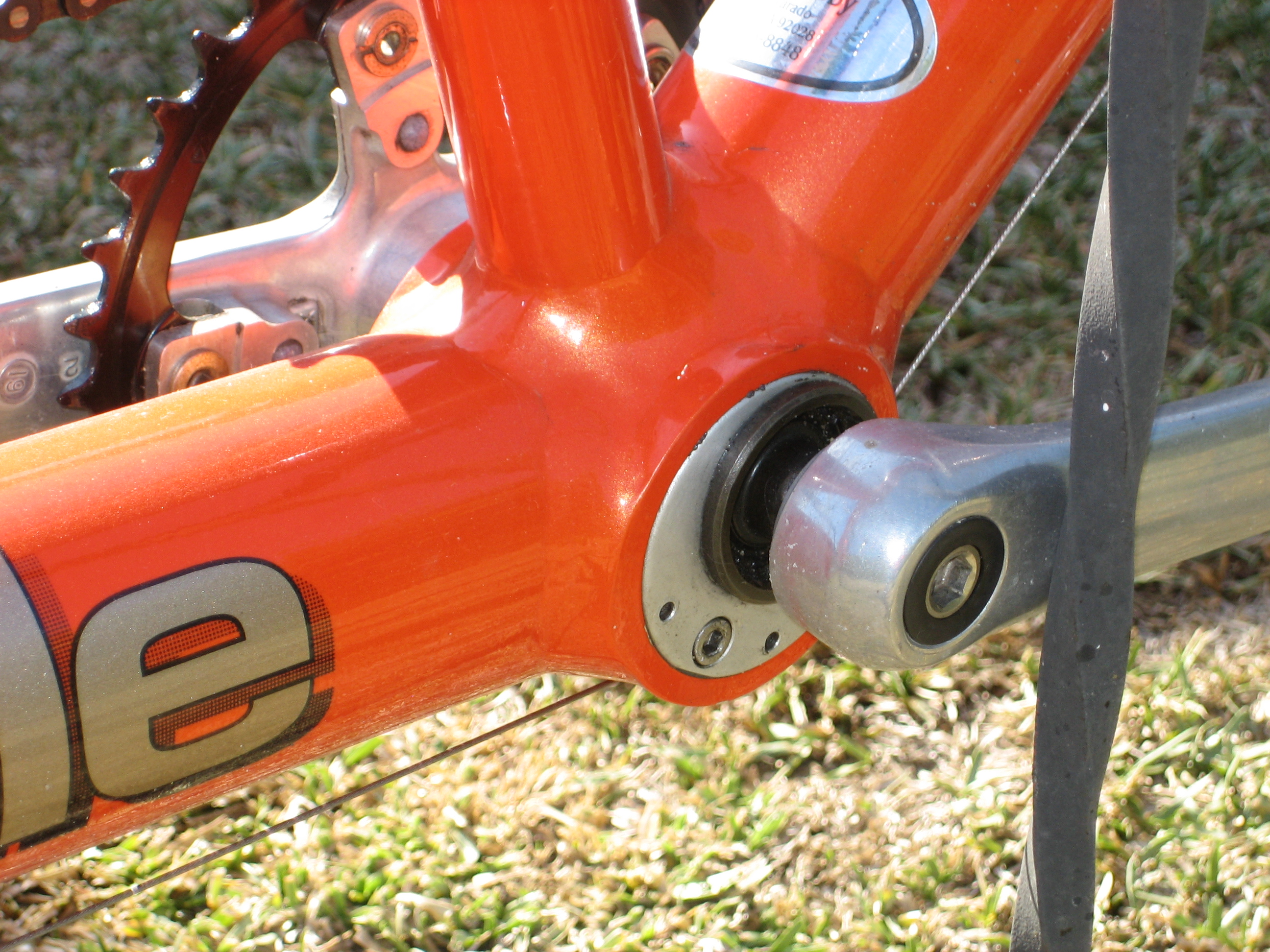
Ексцентрикова каретка

Дозволяє використовувати привід без зовнішнього перемикання передач (синглспід, планетарна втулка) в поєднанні зі звичайними вертикальними дропаутами рами. Такі дропаути забезпечують більш швидку і зручну установку колеса в порівнянні з горизонтальними. Ексцентрикова каретка провертається в своєму посадковому місці, дозволяючи натягнути ланцюг, потім фіксується болтами і / або накидною гайкою. На серійних велосипедах такі каретки зустрічаються рідко, один із найбмасовіших прикладів — Strida.
Різновиди:
- Стандарт 54 мм[2] — наприклад, Bushnell Eccentric Bottom Bracket. Має різьбу BSA під стандартну каретку, вимагає спеціальної рами з посадковим місцем діаметром 54 мм.
- Стандарт 46 мм[3] — встановлюється в стандартну раму стандарту ВВ30. Інтегрована система (з віссю 24 мм) встановлюється безпосередньо в каретку.
- Стандарт BSA[4] — встановлюється в стандартну раму з різьбою BSA. Інтегрована система (з віссю 24 мм) встановлюється безпосередньо в каретку. Забезпечує регулювання довжини ланцюга тільки в межах 1/2 ланки, вимагає використання спільно з полузвеном ланцюга (half-link).